# Woman (Lied)
Woman (englisch für „Frau“) ist ein Softrock-Song von John Lennon aus dem Jahr 1980, der von ihm geschrieben und in Kooperation mit Yoko Ono und Jack Douglas produziert wurde. Er erschien im November 1980 auf dem Album Double Fantasy und zwei Monate später als Single. Auf der B-Seite befindet sich das von Yoko Ono geschriebene und gesungene Stück Beautiful Boy.

## Hintergrund

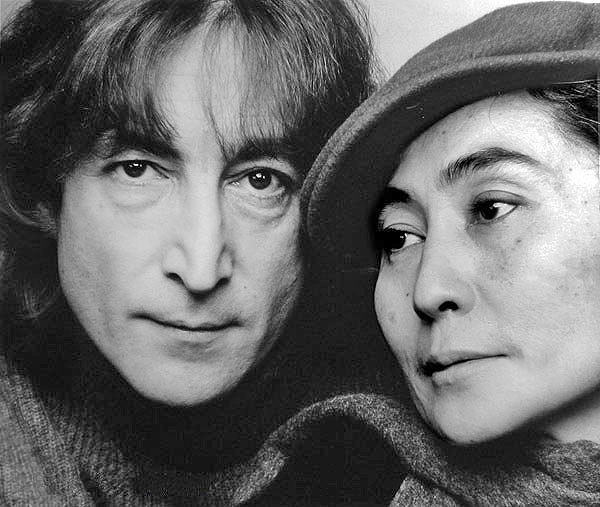
John Lennon und Yoko Ono, 1980

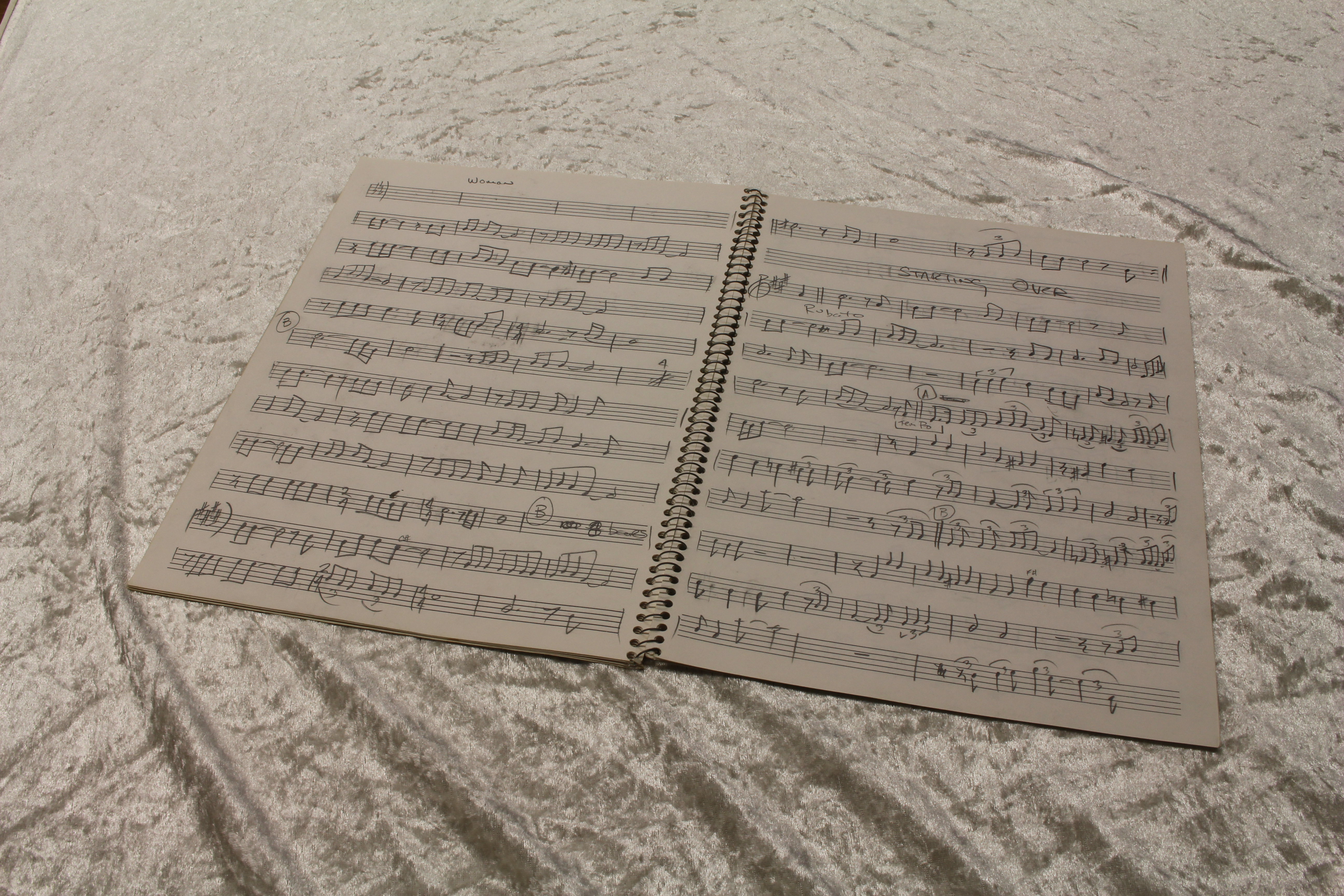
Die von John Lennon geschriebene Partitur für das Lied Woman

Woman wurde im Juni 1980 auf den Bermudas geschrieben. Lennons Demo des Songs wurde mit doppelspuriger Gitarre, Drumcomputer und Gesang aufgenommen. Es wurde 1998 auf dem Boxset John Lennon Anthology veröffentlicht. Zur Entstehung äußerte sich Lennon unter anderem in einem Interview, das Jonathan Cott mit ihm im Dezember 1980 für die Musikzeitschrift Rolling Stone führte. So sei ihm an einem „sonnigen Nachmittag auf den Bermudas“ bewusst geworden, wie viel Frauen für uns tun.

“Anyway, in Bermuda, what suddenly dawned on me was everything I was taking for granted.”

„Was mir auf den Bermudas plötzlich klar wurde, war was ich alles für selbstverständlich gehalten hatte.“

Auch in ausführlichen Interviews mit David Sheff für den Playboy (September 1980) und Andy Peebles für BBC Radio 1 (Dezember 1980) erläuterte Lennon die Hintergründe zum Song. Unter anderem wies er darauf hin, dass es einerseits ein Liebeslied für Yoko Ono sei, andererseits aber auch eine Botschaft an alle Frauen. Außerdem sei es ein Eingeständnis seiner eigenen Schwächen und Fehler im Verhalten den Frauen gegenüber.

“My history of relationships with women is a very poor one – very macho, very stupid … very sensitive and insecure but acting aggressive and macho.”

„Meine Geschichte was Beziehungen zu Frauen betrifft, ist eine sehr erbärmliche – sehr macho, sehr blöd … sehr empfindlich und unsicher, aber den aggressiven Macho nach außen darstellend.“

Musikalisch weckte das Stück bei Lennon Erinnerungen an die Beatles. Im BBC-Interview mit Andy Peebles bezeichnete er es beatley und verglich es mit Girl, einem Stück aus dem Jahr 1965 vom Album Rubber Soul. Diesen Vergleich erwähnte er ebenfalls im Interview mit Jonathan Cott, wobei er Woman als „eine erwachsene Version“ von Girl bezeichnete. Im Studio bezeichnete Lennon Woman als eine „frühe Motown/Beatles-Ballade um '64“. Während er seinen Gesang aufnahm, erklärte er: „Ich fühle mich, als wäre ich mit diesem Track immer noch in den verdammten Beatles.“
Das Lied beginnt mit Lennons geflüsterten Worten „For the other half of the sky.“ („Für die andere Hälfte des Himmels.“). Im Interview für die BBC lieferte er eine Erklärung für diese Einleitung, die eine Abwandlung eines Zitats von Mao Zedong darstellt. Für Lennon ist das die zentrale Botschaft des Lieds: „All das Gerede über Männer und Frauen ist ein Witz. Beide sind nichts ohne einander. Es war eine andere Sichtweise darüber, wie ich über Frauen denke, und ich kann es nicht besser ausdrücken, als in diesem Lied.“

## Musikvideo
Ein Musikvideo für den Song wurde von Yoko Ono im Januar 1981 erstellt. Während des größten Teils des Videos sieht man Lennon und Ono durch den Central Park in der Nähe der späteren Strawberry Fields gegenüber von The Dakota spazieren. Dieses Filmmaterial wurde am 26. November 1980 von dem Fotografen Ethan Russell aufgenommen.

## Erfolge
Woman war das zweite ausgekoppelte Lied aus dem Album Double Fantasy und das erste, das nach Lennons Tod im Dezember 1980 veröffentlicht wurde. Die Single erreichte in Kanada, Großbritannien, Irland und Neuseeland den ersten Platz der Hitparaden. In den USA erreichte sie den zweiten Platz der Billboard Hot 100.

### Chartplatzierungen
| ChartsChartplatzierungen       | Höchstplatzierung | Wochen/ Monate |
| ------------------------------ | ----------------- | -------------- |
| Deutschland (GfK)              | 4 (28 Wo.)        | 28 Wo.         |
| Österreich (Ö3)                | 3 (4 Mt.)         | 4 Mt.          |
| Schweiz (IFPI)                 | 2 (9 Wo.)         | 9 Wo.          |
| Vereinigte Staaten (Billboard) | 2 (20 Wo.)        | 20 Wo.         |
| Vereinigtes Königreich (OCC)   | 1 (11 Wo.)        | 11 Wo.         |

| ChartsJahrescharts (1981)      | Platzierung |
| ------------------------------ | ----------- |
| Deutschland (GfK)              | 20          |
| Österreich (Ö3)                | 14          |
| Vereinigte Staaten (Billboard) | 21          |
| Vereinigtes Königreich (OCC)   | 17          |

### Auszeichnungen für Musikverkäufe
| Land/Region                  | Auszeichnungen für Musikverkäufe (Land/Region, Auszeichnung, Verkäufe) | Verkäufe  |
| ---------------------------- | ---------------------------------------------------------------------- | --------- |
| Neuseeland (RMNZ)            | Gold                                                                   | 5.000     |
| Spanien (Promusicae)         | Gold                                                                   | 30.000    |
| Vereinigte Staaten (RIAA)    | Gold                                                                   | 1.000.000 |
| Vereinigtes Königreich (BPI) | Silber                                                                 | 200.000   |
| Insgesamt                    | 1× Silber · 3× Gold ·                                                  | 1.235.000 |

Hauptartikel: John Lennon/Auszeichnungen für Musikverkäufe

## Aufnahme

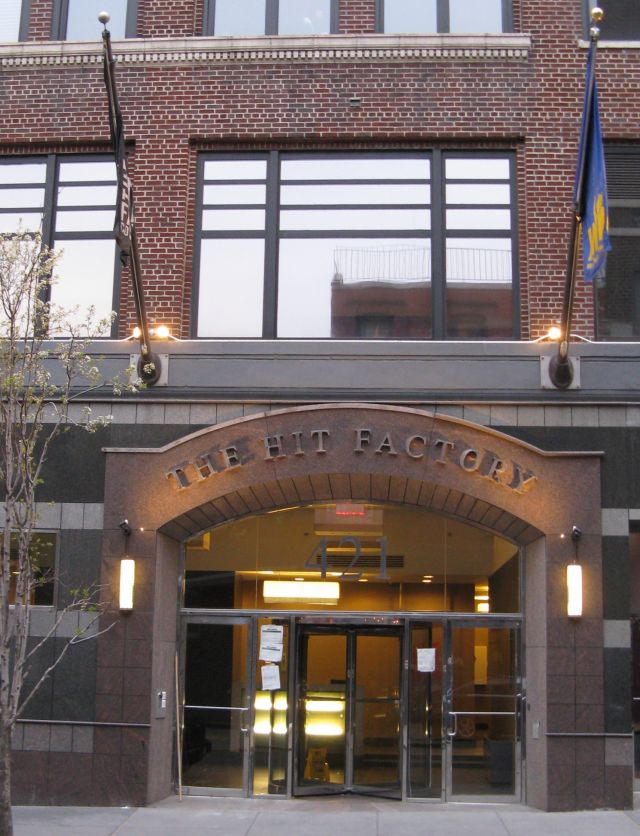
Aufnahmestudio The Hit Factory

Die Aufnahmesessions für Woman fanden am 8. August 1980 im Studio The Hit Factory in New York statt, wobei Jack Douglas, John Lennon und Yoko Ono als Produzenten fungierten. Lee DeCarlo, John Smith, James Ball und Julie Last waren die Toningenieure der Aufnahme. Die Overdub-Aufnahmen fanden im September statt, das Lied wurde am 15. September mit Backing-Vocals vervollständigt. Die Abmischung des Stücks fand im September in den Record Plant-East und im Oktober im The Hit Factory statt.
Besetzung:
- John Lennon: Gesang, Akustische Gitarre
- Earl Slick: E-Gitarre
- Hugh McCracken: E-Gitarre
- Tony Levin: Bassgitarre
- George Small: Klavier, Fender Rhodes E-Piano
- Michelle Simpson, Cassandra Wooten, Cheryl Mason Jacks, Eric Troyer: Backing Vocals
- Andy Newmark: Schlagzeug
- Arthur Jenkins: Perkussion

## Coverversionen
Es gibt über 80 Coverversionen von Woman. Unter anderen:
- 1981: The Shadows
- 1981: Brotherhood of Man
- 1992: James Williams
- 1995: Sun
- 2005: Ozzy Osbourne
- 2007: Engelbert

## Veröffentlichung

### Singleveröffentlichungen
- Nach Lennons Tod wurde am 12. Januar 1981 in den USA und am 16. Januar 1981 in Großbritannien Woman / Beautiful Boys als zweite Single veröffentlicht.[16] Auf der B-Seite befand sich die Yoko-Ono-Komposition Beautiful Boys.
- In Italien wurde die Promotionsingle Woman / Dear Yoko hergestellt.[17]
- Am 5. Juni 1981 erschien in den USA die Single (Just Like) Starting Over / Woman.[18]
- Am 15. Januar 2001 wurde in den USA eine weitere 7″-Vinyl-Jukebox-Single in klarem Vinyl veröffentlicht: Woman / Walking on Thin Ice.[19]

### Albumveröffentlichungen
- Am 17. November 1980 erschien das Album Double Fantasy auf dem sich Woman befindet.
- Am 1. Oktober 2010 erschien die Doppel-CD Double Fantasy Stripped Down. Disc 1 wird mit Double Fantasy Stripped Down und Disc 2 mit Original Album betitelt. Während die zweite CD die neu remasterte Version des Albums beinhaltet, handelt es sich bei Stripped Down laut CD-Begleitbuch um eine komplette Neuabmischung von Jack Douglas und Yoko Ono, die in den Avatar Studios vorgenommen wurde. Der wesentliche musikalische Unterschied zur Originalabmischung besteht darin, dass die Stimmen von Lennon und Ono deutlicher zu hören sind und diverse Instrumentalbegleitungen und Chöre weggelassen wurden. Woman ist 13 Sekunden länger. Am Anfang enthält das Lied eine Anweisung von Lennon an die Musiker.[20]
- Woman befindet sich auf folgenden John Lennon-Kompilationsalben: The John Lennon Collection, Imagine: John Lennon (Music from the Motion Picture), Lennon, Lennon Legend: The Very Best of John Lennon, Instant Karma: All-Time Greatest Hits, Working Class Hero: The Definitive Lennon, Gimme Some Truth, John Lennon Collector’s Edition, Power to the People: The Hits, Signature Box.
- Am 9. Oktober 2020 erschien das Kompilationsalbum GIMME SOME TRUTH., das neuabgemischte Lieder beinhaltet, so auch Woman.